# 新加坡国会反对党领袖
新加坡国会官方反对党领袖（英語：Leader of the Opposition）是新加坡国会里的常设职务，也是新加坡影子内阁的领袖。国会反对党领袖一般由最大反对党或反对联盟的首领担任，在议会中扮演着带动反对党议员批评和监督现任政府的角色。
新加坡是一个共和立宪制和议会共和制国家，而新加坡国会的体制是沿循英国国会的西敏议会制。但因自建國以來，新加坡國會的絕大多數議席都是由人民行動黨獲得，且憲法沒有做相關規定，因此一直都並未設立正式的反對黨領袖；直到2020年新加坡大選後，總理李顯龍決定正式設立該职位，任命工人黨秘書長毕丹星為首任官方反對黨領袖，年薪為也提升到385,000新加坡元，是普通議員工資的兩倍。
在新加坡国会坐席中，反对党领袖的座位位于国会议长左手边的第一个座位，对面是执政党领袖兼总理。

## 反對黨領袖職責及權利
根據國會議長辦事處和國會領袖辦事處於2020年7月28日所發表的聯合文告，反對黨領袖的職責及權利包括：
（1）領導反對陣營在國會辯論政策、法案和動議時提出替代觀點；
（2）在國會領導並組織審視政府立場和行動的工作；
（3）在委任反對黨議員擔任特選委員會成員事項上提供諮詢，包括公共賬目委員會等常設特委會的委任；
（4）反對黨領袖也可能被要求擔任其他職責，如出席正式國家活動，隨同政府和公共服務成員參與出訪和會議；
（5）在國會享有優先回應權；
（6）有權聽取政府在國家安全、對外關係，或出現全國危機時的機密報告。

## 非正式历任反对党领袖
| 反对党领袖                   | 反对党领袖                                                                             | 所属政党       | 就任日期       | 卸任日期       | 国会           |
| ---------------------------- | -------------------------------------------------------------------------------------- | -------------- | -------------- | -------------- | -------------- |
| Lee Kuan Yew in 1965         | 李光耀 丹戎巴葛区立法委员 (1923年–2015年)                                              | 人民行动党     | 1955年4月22日  | 1959年3月31日  | 第一届立法会议 |
|                              | 林有福 经禧选区立法委员 (1914年–1984年)                                                | 新加坡人民联盟 | 1959年7月1日   | 1963年9月3日   | 第二届立法会议 |
|                              | 林焕文 红山区立法委员 (出生1929年)                                                     | 社会主义阵线   | 1963年10月22日 | 1965年8月9日   | 第三届立法会议 |
| 1965年8月9日                 | 林焕文 红山区立法委员 (出生1929年)                                                     | 社会主义阵线   | 1965年12月31日 | 第一届国会     |                |
|                              | 谢太宝 裕廊区立法委员 (出生1941年)                                                     | 社会主义阵线   | 1966年1月1日   | 第一届国会     | 1966年10月7日  |
| 无反对党领袖 (1966年-1981年) |                                                                                        |                |                |                |                |
|                              | 惹耶勒南 安顺区国会议员 (1926年-2008年)                                                | 工人党         | 1981年12月22日 | 1984年12月4日  | 第五届国会     |
| 1985年2月25日                | 惹耶勒南 安顺区国会议员 (1926年-2008年)                                                | 工人党         | 1986年11月10日 | 第六届国会     |                |
|                              | 詹时中 波东巴西区国会议员 (至1988年) 波东巴西单选区国会议员 (从1988年) (出生1935年)    | 新加坡民主党   | 1986年11月10日 | 第六届国会     | 1988年8月17日  |
| 1989年1月9日                 | 詹时中 波东巴西区国会议员 (至1988年) 波东巴西单选区国会议员 (从1988年) (出生1935年)    | 新加坡民主党   | 1991年8月14日  | 第七届国会     |                |
| 1992年1月6日                 | 詹时中 波东巴西区国会议员 (至1988年) 波东巴西单选区国会议员 (从1988年) (出生1935年)    | 新加坡民主党   | 1993年5月17日  | 第八届国会     |                |
|                              | 林孝谆 武吉甘柏单选区国会议员 (1934年-2021年)                                          | 新加坡民主党   | 1993年5月17日  | 第八届国会     | 1996年5月16日  |
|                              | 詹时中 波东巴西单选区国会议员 (出生1935年)                                             | 新加坡民主党   | 1997年5月26日  | 2001年10月18日 | 第九届国会     |
| 新加坡民主联盟               | 詹时中 波东巴西单选区国会议员 (出生1935年)                                             | 2002年3月25日  | 2006年4月20日  | 第十届国会     |                |
|                              | 刘程强 后港单选区国会议员 (至2011年) 阿裕尼集选区国会议员 (2011年-2020年) (出生1956年) | 工人党         | 2006年11月2日  | 2011年4月19日  | 第十一届国会   |
| 2011年10月10日               | 刘程强 后港单选区国会议员 (至2011年) 阿裕尼集选区国会议员 (2011年-2020年) (出生1956年) | 工人党         | 2015年8月25日  | 第十二届国会   |                |
| 2016年1月15日                | 刘程强 后港单选区国会议员 (至2011年) 阿裕尼集选区国会议员 (2011年-2020年) (出生1956年) | 工人党         | 2018年4月8日   | 第十三届国会   |                |
|                              | 毕丹星 阿裕尼集选区国会议员 (出生1976年)                                               | 工人党         | 2018年4月8日   | 第十三届国会   | 2020年6月23日  |

## 历任官方反对党领袖
| 反对党领袖 | 反对党领袖                               | 所属政党 | 就任日期      | 卸任日期 | 国会         |
| ---------- | ---------------------------------------- | -------- | ------------- | -------- | ------------ |
|            | 毕丹星 阿裕尼集选区国会议员 (出生1976年) | 工人党   | 2020年8月24日 | 在任     | 第十四届国会 |